# Ruan Breytenbach
Pour les articles homonymes, voir Breytenbach.
Ruan Breytenbach, né le 11 mai 2002, est un nageur sud-africain.

## Carrière
Ruan Breytenbach remporte deux médailles d'argent, sur 200 mètres papillon et sur 200 mètres quatre nages, ainsi qu'une médaille de bronze sur le relais 4 x 200 mètres nage libre aux Championnats d'Afrique de natation 2018 à Alger.